# Waldron (Arkansas)
Waldron es una ciudad ubicada en el condado de Scott en el estado estadounidense de Arkansas. En el Censo de 2020 tenía una población de 3386 habitantes y una densidad poblacional de 232.03 personas por km².

## Geografía
Waldron se encuentra ubicada en las coordenadas 34°54′4″N 94°5′34″O / 34.90111, -94.09278. Según la Oficina del Censo de los Estados Unidos, Waldron tiene una superficie total de 13.17 km², de la cual 12.94 km² corresponden a tierra firme y (1.71%) 0.23 km² es agua.

## Demografía
Según el censo de 2010, había 3508 personas residiendo en Waldron. La densidad de población era de 266,41 hab./km². De los 3508 habitantes, Waldron estaba compuesto por el 90.42% blancos, el 0.14% eran afroamericanos, el 0.91% eran amerindios, el 0.11% eran asiáticos, el 0% eran isleños del Pacífico, el 7.16% eran de otras razas y el 1.25% pertenecían a dos o más razas. Del total de la población el 15.31% eran hispanos o latinos de cualquier raza.